# Rajd Włoch 1993
Rajd San Remo 1993 - Rajd Włoch (35. Rallye Sanremo - Rallye d'Italia) – 35 Rajd San Remo rozgrywany we Włoszech w dniach 11-13 października. Była to jedenasta runda Rajdowych Mistrzostw Świata w roku  1993. Rajd został rozegrany na nawierzchni asfaltowej. Bazą rajdu było miasto San Remo.

## Wyniki końcowe rajdu
| Msc.                   | Kierowca               | Pilot                   | Samochód                  | Czas                   | Strata                 | Grupa                  | Punkty                 |
| Klasyfikacja generalna | Klasyfikacja generalna | Klasyfikacja generalna  | Klasyfikacja generalna    | Klasyfikacja generalna | Klasyfikacja generalna | Klasyfikacja generalna | Klasyfikacja generalna |
| ---------------------- | ---------------------- | ----------------------- | ------------------------- | ---------------------- | ---------------------- | ---------------------- | ---------------------- |
| 1                      | Franco Cunico          | Stefano Evangelisti     | Ford Escort RS Cosworth   | 6:19.40                | 0.0                    | A8                     | 20                     |
| 2.                     | Patrick Snijers        | Dany Colebunders        | Ford Escort RS Cosworth   | 6:30.08                | +10.28                 | A8                     | 15                     |
| 3.                     | Gilberto Pianezzola    | Loris Roggia            | Lancia Delta HF Integrale | 6:38.03                | +18.23                 | A8                     | 12                     |
| 4.                     | Piero Liatti           | Alessandro Alessandrini | Subaru Legacy RS          | 6:44.47                | +25.07                 | A8 M                   | 10                     |
| 5.                     | Bruno Thiry            | Stéphane Prévot         | Opel Astra GSI 16V        | 6:46.27                | +26.47                 | A7 2L                  | 8                      |
| 6.                     | Renato Travaglia       | Alex Mari               | Ford Escort RS Cosworth   | 6:58.21                | +38.41                 | N4                     | 6                      |
| 7.                     | Andrea Dallavilla      | Danilo Fappani          | Ford Escort RS Cosworth   | 6:58.31                | +38.51                 | N4                     | 4                      |
| 8.                     | Angelo Medeghini       | Paolo Cecchini          | Peugeot 106 XSI           | 6:58.38                | +38.58                 | A6 2L                  | 3                      |
| 9.                     | Freddy Loix            | Johnny Vranken          | Opel Astra GSI 16V        | 7:04.55                | +45.15                 | A7 2L                  | 2                      |
| 10.                    | Alex Fassina           | Luigi Pirollo           | Mazda 323 GTR             | 7:08.02                | +48.22                 | N4                     | 1                      |
| PWRC                   |                        |                         |                           |                        |                        |                        |                        |
| 1 (6).                 | Renato Travaglia       | Alex Mari               | Ford Escort RS Cosworth   | 6:58.21                | -                      | N4                     | ?                      |
| 2 (10).                | Alex Fassina           | Luigi Pirollo           | Mazda 323 GTR             | 7:08.02                | +9:41                  | N4                     | ?                      |
| 3 (15).                | António Coutinho       | Luís Lisboa             | Ford Escort RS Cosworth   | 7:27:53                | +29:32                 | N4                     | ?                      |
| 2L WRC                 |                        |                         |                           |                        |                        |                        |                        |
| 1 (5).                 | Bruno Thiry            | Stéphane Prévot         | Opel Astra GSI 16V        | 6:46.27                | -                      | A7 2L                  | ?                      |
| 2 (8).                 | Angelo Medeghini       | Paolo Cecchini          | Peugeot 106 XSI           | 6:58.38                | +12:11                 | A6 2L                  | ?                      |
| 3 (9).                 | Freddy Loix            | Johnny Vranken          | Opel Astra GSI 16V        | 7:04.55                | +18:28                 | A7 2L                  | ?                      |

1. ↑  Litera M przy oznaczeniu grupy do której należy samochód oznacza, iż tylko ci kierowcy z grupy A zdobywali punkty dla swoich zespołów liczonych w klasyfikacji producentów na koniec sezonu.

## Klasyfikacja po 11 rundach
Tabele przedstawiają tylko pięć pierwszych miejsc.

### Kierowcy
| Lp. | Kierowca          | Pkt |
| --- | ----------------- | --- |
| 1   | Juha Kankkunen    | 111 |
| 2   | Francois Delecour | 94  |
| 3   | Massimo Biasion   | 66  |
| 4   | Didier Auriol     | 59  |
| 5   | Colin McRae       | 50  |

### Producenci
| Lp. | Producent  | Pkt |
| --- | ---------- | --- |
| 1   | Toyota     | 151 |
| 2   | Ford       | 125 |
| 3   | Subaru     | 102 |
| 4   | Mitsubishi | 69  |
| 5   | Lancia     | 67  |